# Paavo Lipponen
Paavo Tapio Lipponen (Turtola, 23 aprile 1941) è un politico finlandese, esponente del Partito Socialdemocratico.
È stato primo ministro del suo Paese dal 1995 al 2003.
È stato candidato alle elezioni presidenziali del 2012, ottenendo solo il 6,7% dei voti, il peggior risultato di sempre per il Partito Socialdemocratico.